# Panique !
Pour les articles homonymes, voir Panique.
Panique ! est un téléfilm français réalisé par Benoît d'Aubert et diffusé en 2009.

## Synopsis
François accepte de faire un remplacement de trois jours pour un collègue médecin à Bagnères-sur-Mer. Il pensait mettre ce temps à profit avec sa fille Garance, 15 ans, afin de resserrer les liens distendus par ses multiples missions aux quatre coins du monde. Mais la nature en a décidé autrement... et personne ne veut entendre les avertissements de François lorsque les premières abeilles attaquent. En 24 heures déjà plusieurs attaques et 600 000 abeilles tueuses dans la nature...

## Fiche technique
- Scénario : Emmanuelle Sardou et Vincent Solignac
- Durée : 120 min
- Pays :  France
- Diffusion : 13 mai 2010 sur TF1
- Participation: Sapeurs-Pompiers d'Uzès (SDIS 30): Sapeur de 1ere classe Bétirac Romain, Caporal Stampone David

## Distribution
- Richard Anconina : François
- Alessandra Martines : Clémentine
- Clara Ponsot : Garance
- Pierre Derenne : Arthur
- Charlie Dupont : Patrick
- Jean-Baptiste Puech : Quentin
- Liliane Rovère : Marie
- Yves Verhoeven : Thibaud